# Зайцево (Карамышевская волость)
Зайцево — деревня в Карамышевской волости Псковского района Псковской области России.
Расположена в 17 км к югу от села Карамышево и в 52 км к юго-востоку от центра города Пскова.
| 2001 | 2002 | 2010 |
| ---- | ---- | ---- |
| 5    | ↘2   | ↘1   |

## История
До 1 января 2010 года деревня входила в состав ныне упразднённой Осиновичской волости.